# Rocca d'Arazzo
Rocca d'Arazzo är en ort och kommun i provinsen Asti i regionen Piemonte i Italien. Kommunen hade 891 invånare (2018).